# Inspektorat Graniczny nr 5
Inspektorat Graniczny nr 5 – jednostka organizacyjna Straży Granicznej pełniąca służbę ochronną na polskiej granicy w latach 1928–1939.

## Formowanie i zmiany organizacyjne
Rozporządzeniem Prezydenta Rzeczypospolitej Polskiej Ignacego Mościckiego z 22 marca 1928 roku, do ochrony północnej, zachodniej i południowej granicy państwa, a w szczególności do ich ochrony celnej, powoływano z dniem 2 kwietnia 1928 roku  Straż Graniczną.
Rozkazem nr 2 z 19 kwietnia 1928 roku w sprawach organizacji Pomorskiego Inspektoratu Okręgowego dowódca Straży Granicznej gen. bryg. Stefan Pasławski zatwierdził dyslokację, granice i strukturę inspektoratu granicznego nr 5 „Gdynia”.
Rozkazem nr 12 z 10 stycznia 1930 roku  w sprawie reorganizacji Pomorskiego Inspektoratu Okręgowego komendant Straży Granicznej płk Jan Jur-Gorzechowski zmienił organizację inspektoratu. W rozkazie nie występują komisariaty Straży Granicznej „Krokowo” i Miruszyno”. Powstały komisariaty „Hel” i „Goszczyno”.
Rozkazem nr 2 z 8 września 1938 roku w sprawie terminologii odnośnie władz i jednostek organizacyjnych formacji, komendant Straży Granicznej nakazał zmienić nazwę Inspektoratu Granicznego „Gdynia” na Obwód Straży Granicznej „Gdynia”.
Rozkazem nr 3 z 31 grudnia 1938 roku w sprawach reorganizacji jednostek na terenach Śląskiego, Zachodniomałopolskiego i Wschodniomałopolskiego okręgów Straży Granicznej, a także utworzenia nowych komisariatów i placówek, płk Jan Gorzechowski wydzielił z komisariatu „Gdynia” placówkę II linii „Gdynia” i przydzielił ją do Komendy Odwodu „Gdynia” jako placówkę „Gdynia Port”, przemianował placówkę I linii „Gdynia I” na  placówkę II linii „Gdynia Miasto” i przydzielił ją do Komendy Odwodu „Gdynia”.

## Służba graniczna
Dowódca Straży Granicznej gen. bryg. Stefan Pasławski swoim rozkazem nr 2 z 19 kwietnia 1928 roku w sprawach organizacji Pomorskiego Inspektoratu Okręgowego określił granice inspektoratu granicznego: od południa: placówka Straży Granicznej „Małe Walichnowy” wyłącznie, od zachodu: placówka Straży Granicznej „Lubocino” włącznie.
W 1928 roku biura inspektoratu mieściły się w budynku urzędowym przy Szosie Gdańskiej.
Kierownik Pomorskiego Inspektoratu Okręgowego Straży Granicznej mjr Józef Zończyk w rozkazie organizacyjnym nr 2 z 8 czerwca 1928 roku udokładnił linie rozgraniczenia inspektoratu. Granica południowa: granica WM Gdańska (podkomisariat Hel - od m. Chałupy Włącznie); granica północna: granica zachodnia kamień graniczny nr 91.
Sąsiednie inspektoraty graniczne
- Inspektorat Graniczny „Tczew” ⇔ Inspektorat Graniczny „Kościerzyna” − 1928

| Kierownicy inspektoratu / komendanci obwodu | Kierownicy inspektoratu / komendanci obwodu | Kierownicy inspektoratu / komendanci obwodu | Kierownicy inspektoratu / komendanci obwodu  |
| stopień                                     | imię i nazwisko, numer                      | okres pełnienia służby                      | kolejne stanowisko                           |
| ------------------------------------------- | ------------------------------------------- | ------------------------------------------- | -------------------------------------------- |
| nadkomisarz                                 | Antoni Wilk                                 | IV 1928 – VII 1929                          |                                              |
| inspektor                                   | Julian Mamczyński                           | VII 1929 – X 1932                           | kierownik Inspektoratu Granicznego Nowy Targ |
| komisarz                                    | Mieczysław Wygrzywalski                     | p.o. X 1932 – VI 1933                       |                                              |
| nadkomisarz                                 | Stefan Świda                                | VI 1933 – IX 1935                           |                                              |
| inspektor                                   | Karol Bacz                                  | XI 1935 – VIII 1937                         | kierownik Pomorskiego IO SG                  |
| komisarz                                    | Lucjan Świderski                            | p.o. VIII – X 1937                          |                                              |
| inspektor                                   | Franciszek Burian                           | XI 1937 (1 XII 1937) – VIII 1939            |                                              |

## Struktura organizacyjna
Organizacja inspektoratu w kwietniu 1928:
- komenda − Gdynia
- komisariat Straży Granicznej „Gdynia”
- komisariat Straży Granicznej „Puck”
- komisariat Straży Granicznej „Miruszyno”
- komisariat Straży Granicznej „Krokowa”

Organizacja inspektoratu w styczniu 1930 i 1936:
- komenda − Gdynia
- komisariat Straży Granicznej „Gdynia”
- komisariat Straży Granicznej „Puck”
- komisariat Straży Granicznej „Hel”
- komisariat Straży Granicznej „Goszczyno”